# Sitticus fasciger
Sitticus fasciger är en spindelart som först beskrevs av Simon 1880.  Sitticus fasciger ingår i släktet Sitticus och familjen hoppspindlar. Inga underarter finns listade i Catalogue of Life.